# Dave Silk (schaatser)
David William Silk (Butte (Verenigde Staten), 18 oktober 1965) is een voormalig Amerikaans langebaanschaatser.
In 1988 werd Silk derde op de Medeo derde op het Wereldkampioenschap schaatsen heren allround, achter zijn landgenoot Eric Flaim en de Nederlander Leo Visser. Eerder haalde Silk al enkele malen een podiumplaats bij wereldbekerwedstrijden, waaronder een overwinning tijdens de wereldbekerfinales van 1986 op de 5000 meter.

## Persoonlijke records
| Afstand      | Tijd     | Datum            | Baan    |
| ------------ | -------- | ---------------- | ------- |
| 500 meter    | 37,96    | 5 maart 1988     | Medeo   |
| 1000 meter   | 1.16,97  | 22 februari 1986 | Inzell  |
| 1500 meter   | 1.53,66  | 6 maart 1988     | Medeo   |
| 3000 meter   | 4.10,24  | 2 december 1989  | Butte   |
| 5000 meter   | 6.49,95  | 17 februari 1988 | Calgary |
| 10.000 meter | 14.25,56 | 21 februari 1988 | Calgary |

## Resultaten
| Jaar | Olympische Spelen              | Wereldbeker         | WK Allround | WK Junioren |
| ---- | ------------------------------ | ------------------- | ----------- | ----------- |
| 1983 |                                |                     |             | NC25        |
| 1984 | -                              |                     | -           |             |
| 1985 |                                |                     | 6e          |             |
| 1986 |                                | 1500m · 5k/10k      | 5e          |             |
| 1987 |                                | 6e 1500m 6e 5k/10k  | NC19        |             |
| 1988 | 15e 1500m 6e 5000m 14e 10.000m | 6e 1500m 13e 5k/10k | Brons       |             |
| 1989 |                                | -                   | -           |             |
| 1990 |                                | -                   | NC34        |             |

- = geen deelname
NC# = niet gekwalificeerd voor de laatste afstand, maar wel als # geklasseerd in de eindrangschikking

### Medaillespiegel
| Kampioenschap     | Goud | Zilver | Brons |
| ----------------- | ---- | ------ | ----- |
| Olympische Spelen | 0    | 0      | 0     |
| Wereldbeker       | 1    | 0      | 1     |
| WK Allround       | 0    | 0      | 1     |
| WK Junioren       | 0    | 0      | 0     |